# 한연수 (배우)
한연수(1992년 5월 4일~)는 대한민국의 2012년 미스코리아 대전-충남 진(眞) 출신 배우이다.

## 프로필
- 출생: 1992년 5월 4일
- 신체: 168cm, 48kg
- 학력: 세종대학교 건축공학부
- 수상: 2012년 미스코리아 대전-충남 진(眞)
- 취미: 피아노, 독서, 여행, 봉사활동
- 특기: 한국무용, 영어 스피치

## 출연 작품

### 드라마
- 《마녀의 연애》(2014년) - 주희 역

### 영화
- 《치외법권》(2015년)

## 같이 보기
- 2012년 미스코리아
- 미스코리아 대전-충남